# 鷺鳳園
座標: 北緯33度27分40秒 西経112度4分34秒 / 北緯33.46111度 西経112.07611度

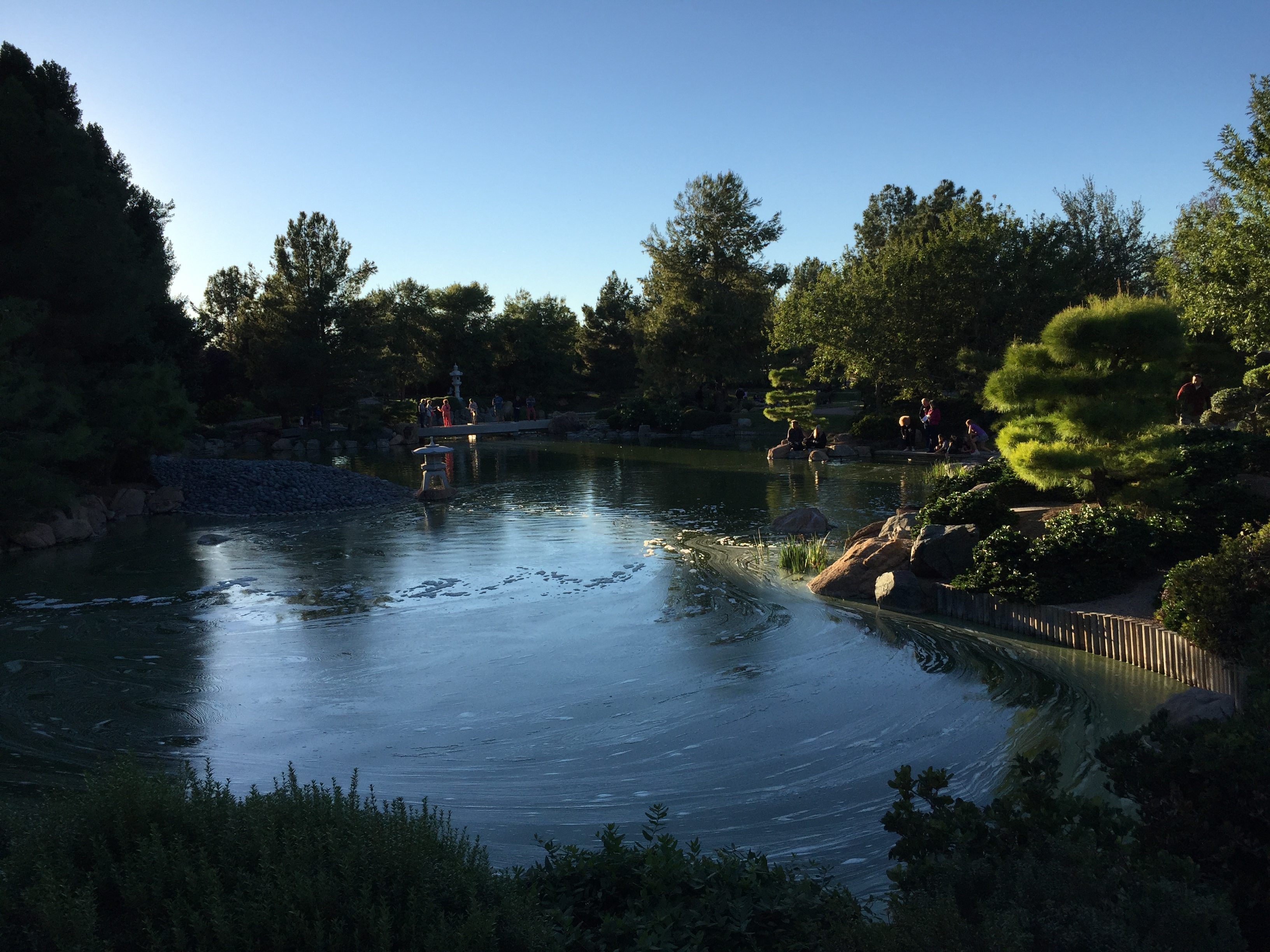
鷺鳳園の池

鷺鳳園（ろほうえん、Ro Ho En）またはフェニックス日本親善庭園 (Japanese Friendship Garden of Phoenix) は、アメリカ合衆国アリゾナ州フェニックス市にある日本庭園。庭園の地下はインターステート10のトンネルがあり、Margaret T. Hance Park やフェニックス芸術センターなどが隣接している。非営利団体 The Japanese Friendship Garden が運営・管理を行っており、園内には池があり鯉が飼育されている。茶屋があるほか、月見大会なども開催されている。
鷺鳳園はフェニックスの名所 (Phoenix Points of Pride) に指定されている。
1976年に兵庫県姫路市がフェニックス市と姉妹都市提携を結んだ後、480万ドルの予算で共同で建設された。